# Gayané
Gayané ou Gaïané (en arménien Գայանե) est une vierge « romaine » martyrisée avec ses compagnes en 301 en Arménie. Avec saint Grégoire l'Illuminateur et sainte Hripsimé, sainte Gayané est une des trois saints les plus représentatifs de l'Église apostolique arménienne.

## Biographie
Agathange est la principale source historique au sujet de l'histoire de Gayané, Hripsimé et de leurs 40 (ou 32 ou 35) compagnes, qualifiées de vierges romaines mais plus vraisemblablement originaires de l'une des provinces orientales de l'Empire. Selon la légende, l'empereur romain Dioclétien aurait succombé à la grande beauté de Hripsimé, causant la fuite de l'abbesse Gayané et des siennes en Arménie ; le roi arménien Tiridate IV aurait à son tour convoité Hripsimé et, devant son refus, aurait fait mettre à mort tout le groupe en 301. Il est cependant plus probable qu'il ait pris cette décision à la suite de la dénonciation par le gouverneur de la province dont provenaient les vierges. Gayané est torturée et décapitée.
Toujours selon Agathange, le roi aurait alors été transformé en sanglier jusqu'à sa conversion au christianisme par saint Grégoire l'Illuminateur. Le Christ serait ensuite apparu au saint et lui aurait indiqué l'endroit du martyre de Gayané, où Grégoire fait alors élever un martyrium, détruit au VIIe siècle et remplacé par l'actuelle église Sainte-Gayané d'Etchmiadzin.

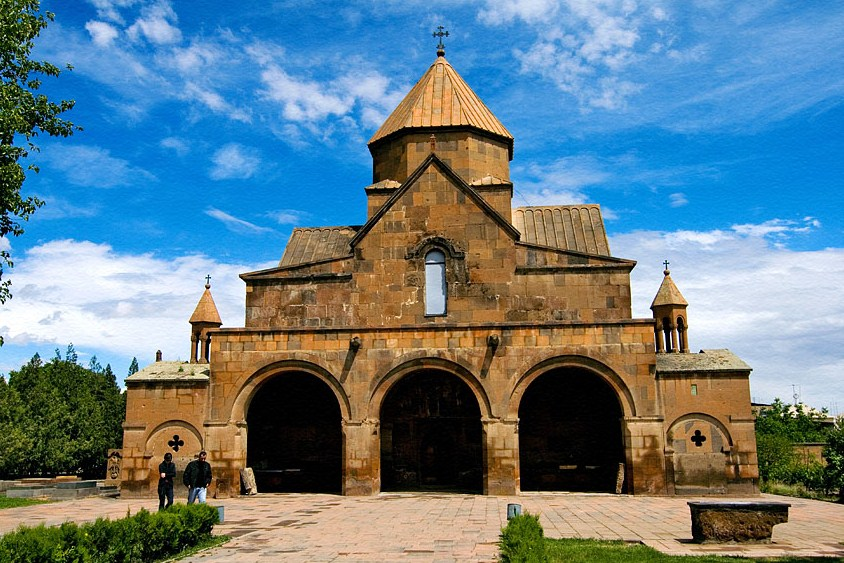
Sourp Gayane (« Sainte-Gayané »), Etchmiadzin
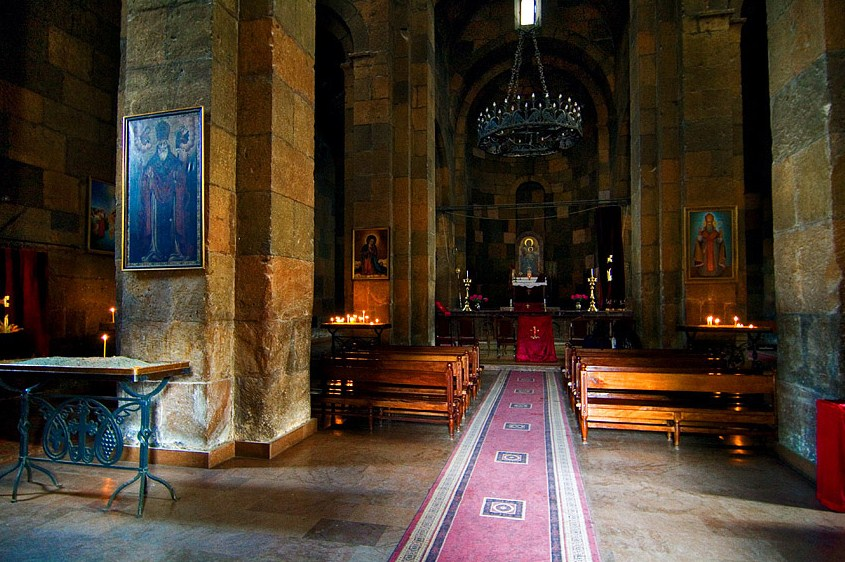
Intérieur de Sainte-Gayané.

## Culte
Gayané et ses compagnes sont les premiers martyrs chrétiens d'Arménie. Leur culte se développe principalement à partir du VIIe siècle, avec notamment la construction d'édifices religieux le long de leur périple vers Vagharchapat, comme à Varagavank.
Sainte Gayané est commémorée plus de 8 semaines après Pâques (le 9 juin en 2009) par l'Église apostolique arménienne.
Son nom, commun en Arménie, est utilisé pour le personnage principal du ballet éponyme d'Aram Khatchatourian.